# 三村純也
三村 純也（みむら じゅんや、1953年5月4日 - ）は、俳人。大阪芸術大学教授。本名は昌義（まさよし）で、研究者としての名義は本名を使う。

## 人物・来歴
大阪府大阪市に生まれる。戦国武将三村親成の子孫。慶應義塾大学文学部国文学科を卒業後、同大学院文学研究科に進み、国文学専攻博士課程を修了した。
芸能、中世文学、民俗学、近代俳句史などを専攻する。神戸山手大学現代社会学部教授を経て、2008年4月より大阪芸術大学教授となる。
一方、中学時代より句作をはじめ、1972年に『ホトトギス』系の『山茶花』に入会して、下村非文に師事し、清崎敏郎、稲畑汀子の指導を受ける。1997年より『山茶花』主宰を継承した。2002年に句集『常行』で第26回俳人協会新人賞を受賞した。2019年には句集『一』で第34回詩歌文学館賞を受賞する。その他の句集に『Rugby』『蜃気楼』がある。2025年には句集『高天（たかま）』で第59回蛇笏賞を受賞する。

## 著書
- 『Rugby 句集』(秀逸俳人叢書 (若葉叢書 東京四季出版, 1989.9
- 『蜃気楼 句集』(シリーズ<平成の俳人>) 富士見書房, 1998.9
- 『常行 句集』角川書店, 2002.8
- 『觀自在 三村純也句集』(角川21世紀俳句叢書) 角川書店, 2011.9
- 『一 :句集』角川文化振興財団, 2018.9
- 『高天（たかま）句集』朔出版, 2024.12

### 共編
- 『現代俳句大事典』稲畑汀子,大岡信,鷹羽狩行監修, 山下一海,今井千鶴子,宇多喜代子,大串章,片山由美子,栗田やすし,仁平勝,長谷川櫂共編. 三省堂, 2005.11